# Juvenile
Juvenile, pseudonimo di Terius Gray (New Orleans, 26 marzo 1975), è un rapper e attore statunitense.

## Carriera
All'età di 19 anni ha iniziato una vera e propria carriera discografica contraddistinguendosi per un suono tipico del Dirty South hip hop, con Being Myself del 1994 ed il singolo "Bounce for the Juvenile" che ha dato il nome al sottogenere hip hop detto Bounce, conobbe DJ Precise e sentendo bounce gli propose un contratto discografico per la Warlock Records, in seguito Precise divenne il produttore di Juvenile fino al 1995.
Dopo essere stato in ambito Underground per 2 anni, Juvenile lascia la Warlock per addentrarsi di più nella musica di New Orleans, ed è nel 1996 che inizió a conoscere molti esponenti del Dirty South e della musica rap del sud. Bryan Williams conosciuto come Baby gli propose di entrare nella Cash Money. Inizia a collaborare con B.G. gli U.L.N.V. e altri artisti dell'etichetta. Questo gli diede l'opportunità di farsi sentire di più rispetto a prima pur rimanendo nella musica indipendente.
Nel 1997, Juvenile pubblica Solja Rags, primo lavoro con la Cash Money Records rimane in ambito underground. Nel frattempo Turk e Lil Wayne entrano nella Cash Money e insieme a Juvenile e B.G. formano gli Hot Boys, questi ultimi nello stesso anno pubblicano Get It How U Life!, il singolo We On Fire ebbe abbastanza successo. Nel 1998, l'album viene ripubblicato a livello nazionale e raggiunse una certa popolarità trainando l'uscita del successivo album solista 400 Degreez, e dai singoli Ha! e Back That Azz Up insieme a Mannie Fresh, che giunge al quadruplo disco di platino, inoltre divenne 400 Degreez molto noto nell'East Coast Rap e in seguito si pubblicò
un remix di Solja Rags insieme a Jay-Z. Visto il grande successo del disco di Juvenile la Cash Money firmò un contratto con la Universal che promosse l'album di quest'ultimo a livello commerciale e garantii anche il successo dei successivi dischi della Cash Money. 
Il 1999 regala vari successi per Juvenile sia per le comparse nei vari album della cash money sia per il secondo disco del gruppo, Guerrilla Warfare con il singolo I Need a Hot Girl. Successivamente Juvenile e la Cash Money collaborano con i rapper di Memphis, Eightball & MJG e i Three 6 Mafia.
Nel medesimo anno la Warlock Records, che aveva pubblicato Being Myself, ne pubblica una versione remixata dello stesso album.
Nel frattempo dopo lo pubblicazione del terzo disco Tha G-Code che fu certificato doppio disco di platino, Il rapper di New Orleans inizia a collaborare con vari artisti della scena hip hop East Coast e West Coast, tra cui E-40, Jay-Z,
Missy Elliott, Jim Crow, Foxy Brown, N.O.R.E. e altri. Sempre nel 1999 Juvenile collabora nel primo mixtape della Ruff Ryders in Down Bottom con Drag On. Nel 2000 la Cash Money riunisce tutti i rapper dell'etichetta diventando la Cash Money Millionaires e pubblicano Baller Blockin e lo stesso Juvenile parteciperà a varie tracce. 
Dopo qualche mese Juve pubblica Playaz Of Da Game un album remix contenente delle tracce pubblicate tra il 1994 e 1995. Verso il 2001 insieme agli Hot Boys pubblica l'ultimo lavoro del gruppo Let 'Em Burn e successivamente Juvenile pubblica Project English. Juvenile deluso dallo scarso successo del disco lascia la Cash Money Records, e ritorna nell'underground di New Orleans.
L'anno successivo le sue aspettative per un suo prossimo lavoro sono molto basse, quindi partecipa a vari mixtape della scena underground, nel frattempo inizia a fare la conoscenza di Skip e Wacko che collaboreranno molto con lui nelle sue compilation e nei suoi progetti e insieme formano la UTP. Così Juvenile e la sua nuova crew pubblicano 600 Degreez nel 2002 e con questo Juve crea la sua label UTP Records (Uptown Project Records). Nello stesso anno entro nella UTP di Terius anche Young Buck, inizialmente il rapper di Nashville lavoro costantemente con la UTP fino alla pubblicazione della compilation di debutto The Compilation (UTP Playas), non ebbe molto successo ma fece in modo di attirare l'attenzione di un rapper di New York, 50 Cent. Infatti fu proposto da quest'ultimo dopo aver sentito il mixtape e il talento di Juvenile di entrare nel suo gruppo la G-Unit (noto gruppo già conosciuto per le numerose compilation rilasciate quell'anno). Il rapper di New Orleans non accettò l'offerta di 50 Cent preferendo continuare la sua carriera nel sud degli States, così il rapper di New York approfittò per proporre ad un altro della UTP di entrare nella sua crew e Young Buck accettò. Così la UTP continuò a fare la sua musica assieme a Juvenile senza Buck, ma l'uscita di quest'ultimo dalla UTP non fu presa bene da Juvenile ne tanto meno da Skip e Wacko che si scontrarono con Buck e 50 Cent in " For Everybody " del disco di Juvenile del 2003.
In seguito Juvenile torna alla Cash Money sempre nel 2003 per pubblicare Juve the Great. La Cash Money ridiede un'altra chance a Juvenile per ritornare tra i noti del south, l'album si piazzò a metà classifica nella Billboard 200, furono estratti "In My Life" con Mannie Fresh e "Bounce Back" con Birdman. Lil Wayne nonostante appartenesse ancora alla Cash Money non compari nell'album di Juve per varie divergenze e scontri fra i due. Nello stesso anno uscì "Big Money Heavyweight" dei Big Tymers, e Juvenile compari in "Back Up". Fu un clima abbastanza mite per Juvenile quell'anno e quelli successivi, dopo i vari incontri con altri rapper del "dirty south" come Mystikal, Lil' Flip e Project Pat che ammiravano già lui per il grande successo all'epoca della cash money a fine anni novanta, Juve comincio a impostare il suo suono e i suoi produttori nei suoi lavori in un modo differente rispetto a quanto aveva fatto negli ultimi anni, cercando uno stile diverso dal Bounce Music o dal normale Southern Rap a cui era stato abituato quindi si avvicinò al crunk. Nell'estate del 2004, dal suo ultimo album viene estratto il singolo Slow Motion con Soulja Slim (ex No Limit deceduto l'anno prima a seguito di una sparatoria). La canzone era un estratto del disco del 2003 di Juvenile che iniziò a spopolare alla fine dello stesso anno fino a diventare una hit di grande successo arrivando verso la cima della Billboard Hot 100 chart il 7 agosto 2004.
Dopo il successo di critica e pubblico per Juve The Great, Juvenile e la UTP pubblicano il brano "Nolia Clap" ed il rapper sigla un accordo per sé e per la crew con la Atlantic Records. Una volta uscito dalla Cash Money e preso il ruolo di Amministratore Delegato oltre che artista della sua label. Nello stesso anno Juve collaborà con Lil Jon, I-20 e Mario in varie tracce dei loro dischi. L'anno dopo pubblica anticipatamente il suo album  Reality Check che sarebbe dovuto uscire nel 2005, ma a seguito dell'Uragano Katrina che spazzo quasi mezzo paese e mise nel caos tutta la Louisiana, Juve dovette sospendere al momento il suo progetto ormai finito. Nel frattempo collaborò con Twista, Bun B, e artisti R&B emergenti come Trey Songz e Brian McKnight, e qualche comparsa nell'underground con i Partners- n-crime e i Criminal Manne.
Finché a inizio 2006 pubblico finalmente il suo asso vincente Reality Check che per quell'anno gli garantii un ritorno al successo abbastanza fiorente. Il suo terzo disco mainstream contiene collaborazioni con Fat Joe, Ludacris, Mike Jones, Paul Wall, Brian McKnight, Trey Songz, Bun B, 8 Ball, Skip e Wacko con produzioni di Lil' Jon, Scott Storch, Mannie Fresh e Cool & Dre. Juvenile ha anche pubblicato due remix del singolo "What's Happenin'" versioni nominate New York e New Orleans. Nel remix New York remix partecipano i rapper Papoose e Jae Millz nel remix New Orleans, i rapper B.G. ed il beatmaker Mannie Fresh.
Prima di quell'anno appunto nel 2005, la casa di Juvenile a Slidell in Louisiana viene distrutta dall'Uragano Katrina. Successivamente lavora con altri artisti hip hop di New Orleans come Master P per raccogliere fondi ed aiuti per le vittime dell'uragano. Juvenile attualmente risiede ad Atlanta così come gli altri artisti della UTP.
L'album di Juvenile Reality Check ha debuttato alla posizione n.1 dell Billboard 200 chart vendendo 174 000 copie e fu certificato oro dalla RIAA . L'album contiene i singoli "Rodeo", "Get Ya Hustle On", "What's Happenin'" e "Way I Be Leanin'" featuring Mike Jones, Paul Wall, Skip, & Wacko.

## Vita privata
Juvenile è sposato con Sherdonna, ed ha quattro figli.

## Discografia

### Album in studio

#### Solisti
- 1995: Being Myself
- 1997: Solja Rags
- 1998: 400 Degreez
- 1999: Tha G-Code
- 2001: Project English
- 2002: 600 Degreez
- 2003: Juve the Great
- 2006: Reality Check
- 2009: Cocky & Confident
- 2010: Beast Mode
- 2012: Rejuvenation
- 2014: The Fundamentals

#### In collaborazione
- 2002: Gotta Get It (con JT the Bigga Figga)
- 2019: Just Another Gangsta (con Birdman)

### Compilation
- 2000: Playaz of da Game
- 2004: The Greatest Hits
- 2005: Raw

### Mixtape
- 2007: Rejuvenated-(bootleg)
- 2009: Uptown Nolia Boy
- 2009: Undefeated
- 2012: Mardi Gras
- 2012: Nino The Magnificent
- 2012: Juvie Tuesday
- 2015: Mardi Gras 2

### Singoli
- 1999: Back That Azz Up (featuring Lil' Wayne and Mannie Fresh) - 400 Degreez
- 1999: HA - 400 Degreez
- 1999: Follow Me Now - 400 Degreez
- 2000: U Understand - Tha G-Code
- 2000: I Got That Fire  (featuring Mannie Fresh) - Tha G-Code
- 2001: Set It Off - Project English
- 2002: Momma Got Ass - Project English
- 2004: Slow Motion  (featuring Soulja Slim) - Juve the Great
- 2004: Nolia Clap  (with Skip and Wacko) - The Beginning of the End
- 2004: In My Life  (featuring Mannie Fresh) - Juve the Great
- 2004: Bounce Back  (featuring Baby) - Juve the Great
- 2006: Rodeo - Reality Check
- 2006: Get Ya Hustle On - Reality Check
- 2006: Way I Be Leanin  (featuring Mike Jones, Paul Wall, Skip, and Wacko) - Reality Check
- 2009: Gotta Get It - Cocky & Confident
- 2009: We Be Getting Money (featuring Shawty Lo, Dorrough and Kango Slim) - Cocky & Confident
- 2010: Drop That Thang - Beast Mode
- 2011: Power (featuring Rick Ross) - Rejuvenation
- 2013: Pay tha Rent (featuring Young Jeezy and Yo Gotti) - The Fundamentals
- 2019: Dreams (con Birdman, featuring NLE Choppa) - Just Another Gangsta
- 2019: Broke (con Birdman) - Just Another Gangsta
- 2019: Ride Dat (con Birdman, featuring Lil Wayne)

## Filmografia
- The Power of Few - Il potere dei pochi (The Power of Few), regia di Leone Marucci (2013)